# Martin Britt
Martin Charles Britt (* 17. Januar 1946 in Leigh-on-Sea) ist ein ehemaliger englischer Fußballspieler.

## Karriere
Britt erlebte seinen Karrierehöhepunkt bereits vor seiner Profizeit in der Jugend von West Ham United. Im Finale des FA Youth Cups 1963 gegen den FC Liverpool erzielte er zunächst bei der 1:3-Hinspielniederlage den einzigen Treffer seines Teams, im Rückspiel im Upton Park traf er beim 5:2-Erfolg und dem damit verbundenen Titelgewinn viermal per Kopf.
Sein Ligadebüt für die Profimannschaft von West Ham United gab der Mittelstürmer im Mai 1963 gegen die Blackburn Rovers, zu denen er drei Jahre später für £25.000 wechseln sollte. In seinen drei Spielzeiten bei West Ham absolvierte er insgesamt 20 Ligaspiele und erzielte dabei sechs Treffer. Wegen einer bereits bei West Ham erlittenen schweren Knieverletzung, musste er schon kurze Zeit später seine Karriere beenden.